# Seleção Sérvia de Futebol
A Seleção Sérvia de Futebol representa a Sérvia em competições internacionais desde a dissolução da Sérvia e Montenegro, em 2006. Tanto a FIFA quanto a UEFA consideram a Seleção Sérvia como a sucessora direta e única das equipes da Seleção Iugoslava e da Seleção Servo-Montenegrina.

## História
Sucessora natural da Seleção Servo-Montenegrina de Futebol, que, por sua vez, já era sucessora da Seleção Iugoslava de Futebol.
Na Copa de 2010, primeira copa disputada como nação independente, não correspondeu às expectativas e foi eliminada na primeira fase. Mas o time surpreendeu a todos quando aplicou uma vitória de 1 a 0 na forte Seleção Alemã.
Em 2014, durante as Eliminatórias para a Eurocopa 2016, a Sérvia e a Seleção Albanesa protagonizaram um episódio controverso de violência no futebol. O jogo teve que ser cancelado enquanto a Sérvia fazia 3 a 0 na Albânia. No dia seguinte, a FIFA concedeu três pontos a Albânia. Como forma de punição, o jogo seguinte entre as duas equipes (Sérvia 2 X 1 Albânia) teve estádio fechado e sem público.

## Copa do Mundo
| Ano       | Fase                     | Posição                  | J                        | V                        | E                        | D                        | GP                       | GC                       |
| --------- | ------------------------ | ------------------------ | ------------------------ | ------------------------ | ------------------------ | ------------------------ | ------------------------ | ------------------------ |
| 1930-2002 | Como Iugoslávia          | Como Iugoslávia          | Como Iugoslávia          | Como Iugoslávia          | Como Iugoslávia          | Como Iugoslávia          | Como Iugoslávia          | Como Iugoslávia          |
| 2006      | Como Sérvia e Montenegro | Como Sérvia e Montenegro | Como Sérvia e Montenegro | Como Sérvia e Montenegro | Como Sérvia e Montenegro | Como Sérvia e Montenegro | Como Sérvia e Montenegro | Como Sérvia e Montenegro |
| 2010      | Primeira fase            | 23/32                    | 3                        | 1                        | 0                        | 2                        | 2                        | 3                        |
| 2014      | Não classificou-se       | Não classificou-se       | Não classificou-se       | Não classificou-se       | Não classificou-se       | Não classificou-se       | Não classificou-se       | Não classificou-se       |
| 2018      | Primeira fase            | 23/32                    | 3                        | 1                        | 0                        | 2                        | 2                        | 4                        |
| 2022      | Primeira fase            | 29/32                    | 3                        | 0                        | 1                        | 2                        | 5                        | 8                        |
| 2026      | A definir                | A definir                | A definir                | A definir                | A definir                | A definir                | A definir                | A definir                |
| Total     | 3/4                      | 0 títulos                | 6                        | 2                        | 0                        | 4                        | 4                        | 7                        |

## Eurocopa
| Ano       | Fase                     | Posição                  | J                        | V                        | E                        | D                        | GP                       | GC                       |
| --------- | ------------------------ | ------------------------ | ------------------------ | ------------------------ | ------------------------ | ------------------------ | ------------------------ | ------------------------ |
| 1960-2000 | Como Iugoslávia          | Como Iugoslávia          | Como Iugoslávia          | Como Iugoslávia          | Como Iugoslávia          | Como Iugoslávia          | Como Iugoslávia          | Como Iugoslávia          |
| 2004      | Como Sérvia e Montenegro | Como Sérvia e Montenegro | Como Sérvia e Montenegro | Como Sérvia e Montenegro | Como Sérvia e Montenegro | Como Sérvia e Montenegro | Como Sérvia e Montenegro | Como Sérvia e Montenegro |
| 2008      | Não classificou-se       | Não classificou-se       | Não classificou-se       | Não classificou-se       | Não classificou-se       | Não classificou-se       | Não classificou-se       | Não classificou-se       |
| 2012      | Não classificou-se       | Não classificou-se       | Não classificou-se       | Não classificou-se       | Não classificou-se       | Não classificou-se       | Não classificou-se       | Não classificou-se       |
| 2016      | Não classificou-se       | Não classificou-se       | Não classificou-se       | Não classificou-se       | Não classificou-se       | Não classificou-se       | Não classificou-se       | Não classificou-se       |
| 2020      | Não classificou-se       | Não classificou-se       | Não classificou-se       | Não classificou-se       | Não classificou-se       | Não classificou-se       | Não classificou-se       | Não classificou-se       |
| 2024      | Primeira-fase            | 19/24                    | 3                        | 0                        | 2                        | 1                        | 1                        | 2                        |
| Total     | 1/17                     | 0 títulos                | 3                        | 0                        | 2                        | 1                        | 1                        | 2                        |

## Melhores Partidas
Sua maior vitória foi contra a Alemanha na Copa do Mundo FIFA de 2010 por 1 a 0 na fase de grupos, com gol de Milan Jovanovic. Mas, como havia perdido para a Gana por 1 a 0 e para a Austrália por 2 a 1, a seleção foi eliminada.

## A Sérvia e oPolvo Paul
O Polvo Paul foi uma grande sensação na Copa do Mundo de 2010 na África do Sul. O molusco cefalópode "adivinhou" a vitória da Sérvia contra a Alemanha.

## Jogos Históricos
Sérvia 2 - 1  Brasil
Copa do Mundo FIFA Sub-20 de 2015
 Sérvia 1 - 0  Alemanha
Copa do Mundo de 2010
 Ucrânia 5 - 0  Sérvia
Qualificações para o Campeonato Europeu de Futebol de 2020

## Estatísticas e recordes
Negrito: Jogadores ainda em atividade
| 1             | Branislav Ivanović  | 2005–2018   | 105 | 13        |                    |           |    |
| 2             | Dejan Stanković     | 1998–2013   | 103 | 15        |                    |           |    |
| 3             | Savo Milošević      | 1994–2008   | 102 | 37        |                    |           |    |
| 4             | Aleksandar Kolarov  | 2008–2020   | 94  | 11        |                    |           |    |
| 4             | Dušan Tadić         | 2008–       | 94  | 20        |                    |           |    |
| 5             | Aleksandar Mitrović | 2013–       | 87  | 57        |                    |           |    |
| Dragan Džajić | 1964–1979           | 85          | 23  |           |                    |           |    |
| 7             | Dragan Stojković    | 1983–2001   | 84  | 15        | Vladimir Stojković | 2006–2018 | 84 |
| 7             | 8                   | Zoran Tošić | 84  | 2007–2016 | 76                 | 11        |    |

| Pos. | Jogador             | Período   | Gols | Jogos | Média |
| ---- | ------------------- | --------- | ---- | ----- | ----- |
| 1    | Aleksandar Mitrović | 2013–     | 57   | 87    | 0.66  |
| 2    | Stjepan Bobek       | 1946–1956 | 38   | 63    | 0.60  |
| 3    | Milan Galić         | 1959–1965 | 37   | 51    | 0.73  |
| 3    | Blagoje Marjanović  | 1926–1938 | 37   | 58    | 0.64  |
| 3    | Savo Milošević      | 1994–2008 | 37   | 102   | 0.36  |
| 6    | Rajko Mitić         | 1946–1957 | 32   | 59    | 0.54  |
| 7    | Dušan Bajević       | 1970–1977 | 29   | 37    | 0.78  |
| 8    | Todor Veselinović   | 1953–1961 | 28   | 37    | 0.76  |
| 9    | Predrag Mijatović   | 1989–2003 | 27   | 73    | 0.37  |
| 10   | Borivoje Kostić     | 1956–1964 | 26   | 33    | 0.79  |